# Równanie Kortewega-de Vries
Równanie Kortewega-de Vries – nieliniowe równanie różniczkowe cząstkowe opisujące ruch fali w płytkiej wodzie w długim kanale, jak następuje:
{\displaystyle u_{t}+6uu_{x}+u_{xxx}=0.}

## Rozwiązanie solitonowe
Załóżmy tzw. niezmienniczość Galileusza rozwiązania {\displaystyle u} tzn.
{\displaystyle u(x,t)=u(x-vt).}
Podstawiając
{\displaystyle y=x-vt,}
redukujemy równanie cząstkowe do równania różniczkowego zwyczajnego
{\displaystyle -vu_{y}+6uu_{y}+u_{yyy}=0.}
Całkując raz, otrzymujemy
{\displaystyle -vu+3u^{2}+u_{yy}=C.}
Równanie to ma rozwiązanie ({\displaystyle C=0})
{\displaystyle u(y)={\frac {1}{2}}\,v\,\mathrm {sech} ^{2}\left[{\frac {\sqrt {v}}{2}}y\right].}
Powracając do oryginalnych współrzędnych otrzymujemy rozwiązanie
{\displaystyle u(x,t)={\frac {1}{2}}\,v\,\mathrm {sech} ^{2}\left[{\frac {\sqrt {v}}{2}}(x-v\,t)\right].}
Rozwiązanie to opisuje soliton o niezmiennym kształcie kwadratu funkcji {\displaystyle sech} podobnym do
funkcji Gaussa i poruszający się ze stałą prędkością {\displaystyle v.}